# Benedetto Verino
Benedetto Verino (* 1512; † 1570) war wahrscheinlich ein italienischer Kupferstecher, der im Rom der Renaissance tätig war. 
Es wurden auf Basis alter Quellen Vermutungen angestellt, dass es sich bei ihm um einen unehelichen Sohn des bekannteren Kupferstechers Marco Antonio Raimondi (* 1480, † 1534) handeln könnte. Weitere Vermutungen, in ihm den anonym gebliebenen Kupferstecher Meister mit dem Würfel zu sehen, wurden in der Kunsthistorik jedoch weitgehend abgelehnt.